# Dacinae
Sous-famille
La sous-famille des Dacinae regroupe plusieurs genres d'insectes diptères de la famille des Tephritidae (petites mouches aux ailes marquées de dessins souvent caractéristiques et inhabituels chez les mouches).

## Systématique
Cette sous-famille compte actuellement 41 genres, classés en 3 tribus.

Tribu des Ceratitidini
- Capparimyia
- Carpophthoromyia
- Ceratitella
- Ceratitis
- Eumictoxenus
- Neoceratitis
- Nippia
- Paraceratitella
- Paratrirhithrum
- Perilampsis
- Trirhithrum
- Xanthorrachista

Tribu des Dacini
- Bactrocera
- Dacus
- Monacrostichus

Tribu des Gastrozonini
- Acroceratitis
- Acrotaeniostola
- Anoplomus
- Bistrispinaria
- Carpophthorella
- Ceratitoides
- Chaetellipsis
- Chelyophora
- Clinotaenia
- Cyrtostola
- Dietheria
- Enicoptera
- Galbifascia
- Gastrozona
- Ichneumonopsis
- Leucotaeniella
- Paragastrozona
- Paraxarnuta
- Phaeospila
- Phaeospilodes
- Proanoplomus
- Rhaibophleps
- Sinanoplomus
- Spilocosmia
- Taeniostola
- Xanthorrachia